# Керриган, Нэнси
Нэ́нси Энн Ке́рриган (англ. Nancy Ann Kerrigan; род. 13 октября 1969 года, Вуберн, Массачусетс, США) — американская фигуристка-одиночница, двукратный призёр зимних Олимпийских игр (1992, 1994), двукратный призёр чемпионатов мира (1991, 1992) и чемпионка США 1993 года.

## Карьера

### Начало жизни и карьеры
Нэнси Керриган родилась в Вуберне, штат Массачусетс, в семье Дэниела и Бренды (урождённой Шульц) Керриган. В шесть лет она начала кататься на катке, ближайшем от её родного города Стоунхэм, Массачусетс. Её старшие братья, Майкл и Марк, были хоккеистами, но этот вид спорта в то время не был приемлем для девочек, так что вместо него Нэнси пришлось заняться фигурным катанием. Серьёзно тренироваться она начала в восемь лет, а уже в девять завоевала свою первую медаль.
Семья Керриган была очень ограничена в средствах. Отец Нэнси, Дэниел, был сварщиком и порой работал на трёх работах, чтобы обеспечить карьеру своей дочери. Он также управлял лёдозаливочной машиной на катке в обмен на её обучение фигурному катанию.
До 16 лет Нэнси Керриган тренировалась у Терезы Мартин, а после небольшого промежутка - у Дениз Моррисей. Также будущая чемпионка обучалась у Иви и Мэри Скотволд, которые оставались её тренерами вплоть до окончания Нэнси любительской карьеры.
Керриган начала добиваться признания на национальном уровне, когда стала четвёртой на юниорском уровне чемпионата США в 1987 году. Она оказалась потрясающе сильной прыгуньей, но была сравнительно слаба в обязательных фигурах. В следующем году Нэнси перешла на взрослый уровень и с каждым годом улучшала свои результаты: 12-я - в 1988 году, 5-я - в 1989-м, 4-я - в 1990-м. Однако, Керриган всё так же оставалась слаба в обязательных фигурах до того момента, как их исключили из соревнований в 1990 году.

### Соревнования в 1991—1993 годах
Восхождение Керриган на национальном уровне продолжилось, когда она заняла третье место на чемпионате США в 1991 году. Благодаря этому она прошла квалификацию на чемпионат мира, где выиграла бронзовую медаль.
В сезоне 1991—1992 Нэнси снова улучшила своё место на национальном первенстве, став второй. Она завоевала бронзовую медаль на зимних Олимпийских играх в Альбервиле, на которых Кристи Ямагучи выиграла «золото», и серебряную медаль на чемпионате мира.
В следующем сезоне, после того, как Кристи Ямагучи завершила свою любительскую карьеру, Нэнси Керриган стала чемпионкой США, хотя и со слабым выступлением, которое она обещала улучшить к чемпионату мира. На чемпионате мира, прошедшем в Праге, она выигрывала после короткой программы, но провалила произвольную и оказалась в итоге на пятом месте. Чемпионкой мира стала Оксана Баюл. Нэнси выглядела ошеломлённой и подавленной.
Керриган решила исправиться в следующем сезоне. После Олимпиады-1992 она заключила множество спонсорских контрактов с такими компаниями, как, например, Seiko, Reebok, Campbell's Soup и Evian, получив возможность выступать профессионально, что было разрешено после того, как Международный Союз Конькобежцев отменил строгие правила, определявшие статус любительского спорта. Нэнси сократила эту активность в преддверии Олимпийского сезона, сосредоточившись на тренировках. А также она стала заниматься с психологом для предотвращения нервозности на соревнованиях.

### Нападение в январе 1994 года
6 января 1994 года на Керриган было совершено покушение. Шейн Стэнт, подговорённый Джеффом Гиллоули (бывшим мужем фигуристки Тони Хардинг) и его другом Шоуном Экардтом, напал на Нэнси во время чемпионата США, проходившего в Детройте, и ударил её в колено телескопической дубинкой. Держащаяся за колено и воющая «За что, за что, за что», она попала в объектив камеры. Это видео оставалось ключевой новостью на всех телеканалах США в течение нескольких дней после нападения. Несмотря на то, что из-за этой травмы Нэнси выбыла из чемпионата США, американская Федерация фигурного катания решила включить её в Олимпийскую сборную вместо занявшей второе место Мишель Кван.
Керриган быстро поправилась и приступила к интенсивным тренировкам. Она репетировала обе программы подряд, пока не почувствовала уверенность, что сможет исполнить их под давлением на соревнованиях. В то же время известие, что Нэнси снова в норме после нападения и готова к продолжению профессиональной карьеры, привело к тому, что она подписала новый контракт на 9,5 миллионов долларов ещё до начала Олимпийских игр.

### Зимние Олимпийские игры 1994 года и последовавшие разногласия
Спустя семь недель после нападения Керриган откатала, как она считала, две самых лучших программы в своей карьере и завоевала серебряную медаль на Олимпиаде-1994, проиграв Оксане Баюл. Она выигрывала после короткой программы, но в произвольной с незначительным перевесом уступила Оксане, которой отдали предпочтение пятеро из девяти судей. Позднее CBS Television повторил этот, по их мнению, спорный момент, изобразив его как якобы продолжение расколовшей восток и запад холодной войны, особо выделив германского судью Яна Хоффмана за предвзятое, по мнению телеканала, решение.
Далее, когда Керриган и бронзовая медалистка Чэнь Лу более 20-ти минут ждали, пока организаторы Олимпиады найдут украинский гимн, кто-то шепнул Нэнси, что задержка вызвана прихорашиванием Баюл. Заметно раздражённая Керриган попала в объектив со словами: «Ой, да ладно! Всё равно она опять разревётся, когда выйдет на лёд. Так какая разница?». CBS выпустил этот недипломатичный комментарий в эфир, создав новый образ Нэнси в СМИ, который был в чём-то противоположным сложившемуся после нападения.
Нэнси Керриган решила не принимать участия в церемонии закрытия Олимпийских игр. По словам её агента, это было сделано по совету норвежских спецслужб, которые получили информацию о смертельных угрозах в адрес Нэнси, что было опровергнуто позднее. Тем не менее, Керриган покинула Норвегию, чтобы принять участие в заранее разрекламированном параде для Walt Disney World — её двухмиллионного спонсора. Во время этого парада журналисты записали её слова: «Это тупость, ненавижу её. Самое дурацкое занятие в моей жизни». Потом Нэнси говорила, что эти слова были вырваны из контекста: она комментировала не своё присутствие на параде, а то, что ей пришлось надевать там свою серебряную медаль.
Создание негативной известности, новых статей, показывающих Нэнси «несдержанной» и «стервозной», не соответствовало образу робкой и стеснительной девушки, который сложился о Керриган после нападения. Комментируя обратную реакцию СМИ, Майк Барникл из The Boston Globe сказал: «Дело сделано, мы прикончили её. В прессе, а не лично.» Вследствие плохих публикаций или по собственной инициативе Нэнси Керриган некоторые из её ранее запланированных соглашений и телевизионных сделок были отменены после Олимпиады.

## Олимпийские наряды Керриган
Её наряды для выступлений на Олимпийских играх были созданы известным дизайнером Верой Ванг. Вместе с платьями Кристиана Лакруа, сшитыми для Сурии Бонали в 1992 году, дизайн Ванг обозначил новое направление в «высокой моде» фигурного катания. Белое платье Керриган, которое она надевала в произвольной программе 1992 года, похоже на свадебное с полной иллюзией в рукавах и плетении ткани на лифе. В короткой программе на играх 1994 года Нэнси надела другое белое платье, отделанное каймой из чёрного бархата и с длинными чёрными рукавами, а в произвольной — платье цвета шампанского, украшенное 11500 стразами. Ванг пожертвовала Керриган два последних платья, стоивших соответственно 9600 и 13000 долларов.

## После завершения карьеры
После Олимпийских игр Нэнси Керриган завершила свою любительскую карьеру. Впоследствии она участвовала в нескольких профессиональных соревнованиях, таких, как, например, «Ice Wars», но вскоре решила сосредоточиться на различных ледовых шоу. Она выступала в «Champions on Ice», «Broadway on Ice» и ледовой версии мюзикла «Footloose». Нэнси сыграла маленькую роль в фильме «Лезвия славы: Звездуны на льду»; она приняла также участие в телевизионном шоу «Skating with Celebrities», прошедшем на канале FOX.
Керриган вела передачу «Nancy Kerrigan’s World of Skating» на канале Comcast Network, а также была комментатором других трансляций фигурного катания. В течение зимних Олимпийских игр 2010 года Нэнси работала «специальным корреспондентом» «Entertainment Tonight». Она написала учебник по современной технике фигурного катания под названием «Artistry on Ice». В 2003 году Нэнси Керриган стала представительницей организации «Fight for Sight» (США). В 2004 году Керриган была введена в Зал Славы фигурного катания США. В 2008 году её почтили ежегодным бенефисом в Ледовом театре Нью-Йорка (Ice Theatre of New York).

## Личная жизнь
Нэнси Керриган окончила школу Stoneham High School и поступила в колледж Emmanuel College в Бостоне, где учится бизнесу. Она создала фонд The Nancy Kerrigan Foundation для повышения осведомлённости и поддержки имеющим дефекты зрения. Её мать, Бренда, полностью слепа.
9 сентября 1995 года Нэнси Керриган вышла замуж за своего агента Джерри Лоуренса Соломона, который старше неё на 16 лет. Этот брак стал первым для Нэнси и третьим для Джерри. У них трое детей: Мэттью Эрик, родившийся 17 декабря 1996 года, Брайан, родившийся 14 апреля 2005 года и Николь Элизабет, родившаяся 14 мая 2008 года. У Джерри Соломона также есть сын от второго брака Клейтон, родившийся в 1989 году. В настоящее время семья Соломон-Керриган живёт в городе Линфилд, штат Массачусетс.
Отец Нэнси умер 24 января 2010 года в возрасте 70 лет. Как утверждают, причиной его смерти стала ожесточённая драка с сыном. В связи с этим Марк Керриган, брат Нэнси, был осуждён по обвинению в непредумышленном убийстве.

## Спортивные достижения
| Соревнования/Сезоны     | 1985—1986 | 1986—1987 | 1987—1988 | 1988—1989 | 1989—1990 | 1990—1991 | 1991—1992 | 1992—1993 | 1993—1994 |
| ----------------------- | --------- | --------- | --------- | --------- | --------- | --------- | --------- | --------- | --------- |
| Зимние Олимпийские игры |           |           |           |           |           |           | 3         |           | 2         |
| Чемпионаты мира         |           |           |           |           |           | 3         | 2         | 5         |           |
| Чемпионаты США          | 11 J.     | 4 J.      | 12        | 5         | 4         | 3         | 2         | 1         |           |
| Skate America           |           |           |           |           |           |           |           | 2         |           |
| Trophée Lalique         |           |           |           |           |           |           | 3         |           |           |
| NHK Trophy              |           |           | 5         |           |           |           |           |           |           |
| Bofrost Cup on Ice      |           |           |           |           |           |           | 1         |           |           |
| Piruetten               |           |           |           |           |           |           |           |           | 1         |
| Игры доброй воли        |           |           |           |           | 5         |           |           |           |           |
| Novarat Trophy          |           |           |           | 1         |           |           |           |           |           |

- J. — юниорский уровень